# Alto do Malhão
De Alto do Malhão is een 501 meter hoge bergpas in de gemeente Loulé, in de Portugese Algarve. De pas ligt in de Serra do Caldeirão en is genoemd naar de 537 meter hoge berg Malhão, die net als het gelijknamige gehucht Malhão in de buurt ligt. De pasweg begint aan de zuidzijde bij de rivier Ribeira de Arade nabij het gehucht Pé do Coelho en eindigt aan de noordzijde bij de rivier Ribeira do Vascanito op de grens met Alentejo. Op pashoogte is er een picknickplaats en een snackbar
die een panoramisch uitzicht bieden op de omringende bergen van de Serra do Caldeirão. Iets ten zuidoosten hiervan, op een kleine piek, bevindt zich een Tibetaans boeddhistisch centrum, een boeddhistische tempel en een stoepa.
De pashoogte wordt gebruikt als etappefinish in de Ronde van de Algarve. De klim vanaf het zuiden heeft een lengte van ongeveer 2,5 km en een gemiddeld stijgingspercentage van 8,9% met een maximum van 24,7%.

## Afbeeldingen

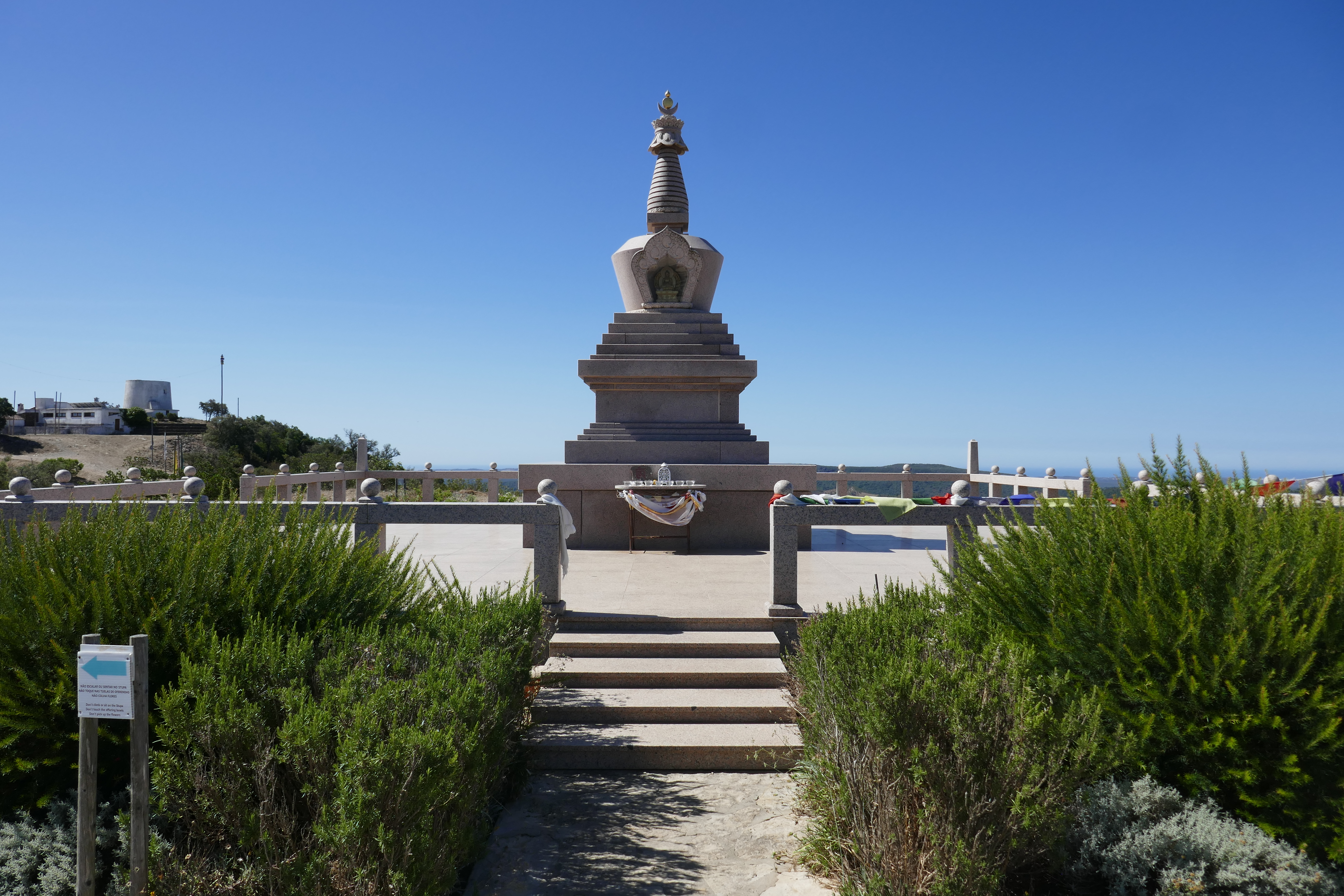
Stoepa en het Tibetaans boeddhistisch centrum Moinho do Malhão
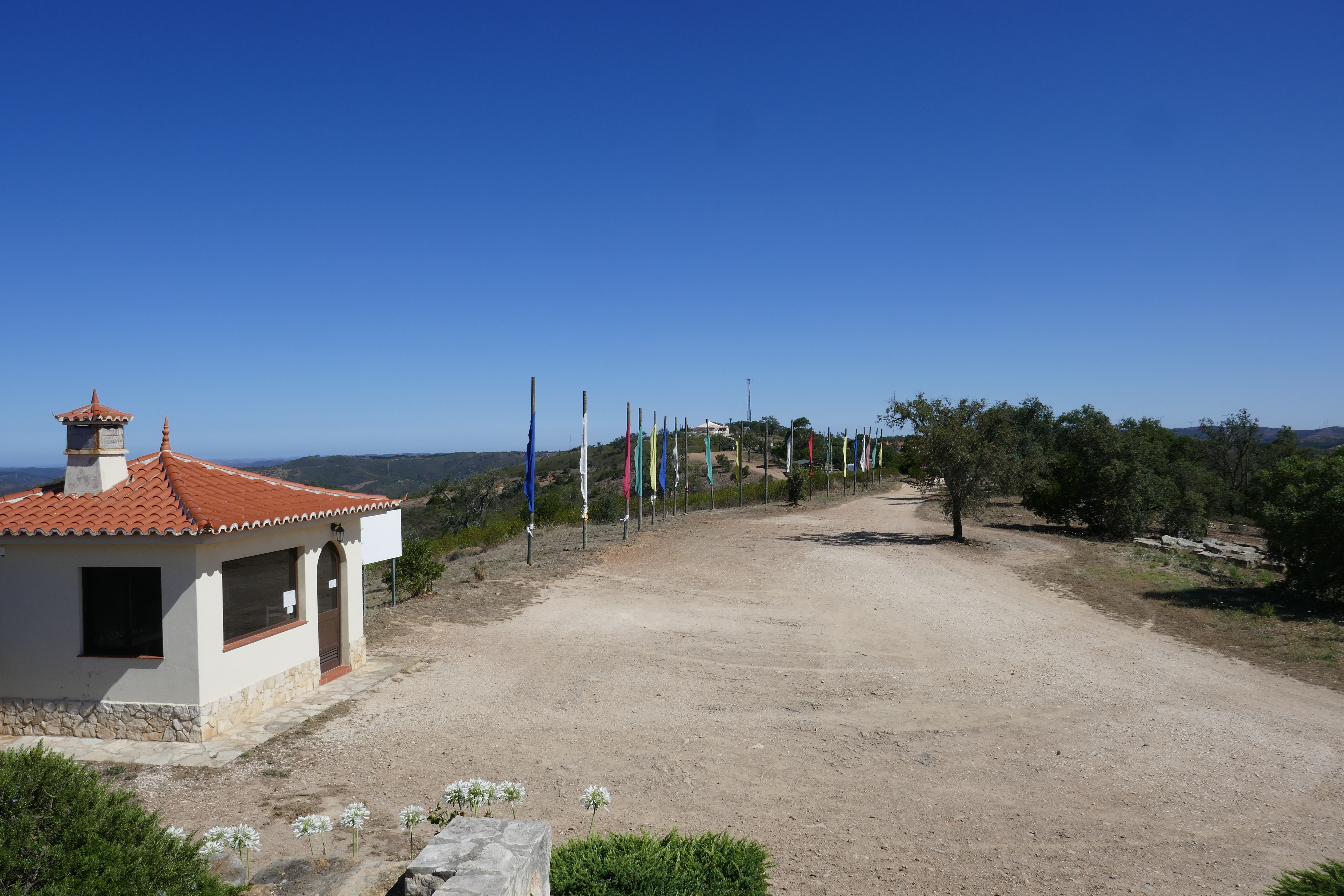
Boeddhistische tempel